# Ta Fête
Ta Fête è un singolo del cantante belga Stromae, pubblicato nel febbraio 2014 ed estratto dall'album Racine carrée.

## Video musicale
Il video musicale è stato diretto da Lieven Van Baelen e pubblicato il 17 giugno 2014. Esso ricorda i set dei film Hunger Games e L'implacabile.

## Tracce
1. Ta Fête – 2:55